# Pablo de Anda Padilla
Pour les articles homonymes, voir Anda (homonymie) et Padilla.
Pablo de Anda Padilla, né le 5 juillet 1830 à San Juan de los Lagos au Mexique, mort le 29 juin 1904, est un prêtre catholique mexicain. Il est le fondateur d'œuvres sociales, d'ateliers, d'un sanctuaire, d'un hôpital, et le fondateur de la congrégation des Filles minimes de Marie Immaculée, en espagnol Hijas Mínimas de María Inmaculada. Il est reconnu « serviteur de Dieu », puis « vénérable ».

## Biographie

### Enfance, prêtrise
Pablo de Anda Padilla est né le 5 juillet 1830 dans la ville de San Juan de los Lagos, dans l'État de Jalisco, au Mexique. Il est le plus jeune des cinq enfants de Mariano de Anda et de Sanjuana Padilla. Ses quatre frères et sœurs aînés sont Pedro, José Sóstenes, María Rita, et María del Refugio,.
Il reçoit une éducation chrétienne au sein de sa famille. Il souhaite devenir prêtre, et son environnement familial y est favorable. Lorsqu'il décide de s'y engager, ses parents l'emmènent à León, dans l'État de Guanajuato. Il y commence ses études en vue de la prêtrise au séminaire des Frères paulins.
L'ordination sacerdotale lui est conférée le 24 août 1856 à la paroisse de Vanado, dans l'État de San Luis Potosí. Il célèbre sa première messe le 12 septembre suivant à León, dans le Guanajuato. Vers la fin du mois, il est nommé pour un intérim à Ahualulco de los Pinos, où il reste jusqu'au 14 décembre 1856.
Le 1er javier 1857, Pablo de Anda Padilla est nommé chanoine de la cathédrale de Potosina, avec les fonctions annexes de maître de cérémonies, de responsable des sacristains, de secrétaire du conseil diocésain et du synode diocésain. Il conserve ces fonctions jusqu'au 6 mars 1865.

### Fondation d'œuvres, d'ateliers, de sanctuaire, d'hôpital
Réputé apôtre infatigable, le Père de Anda ouvre la Casa de Misericordia (Maison de la Miséricorde) pour les enfants sans logis, les malades et les personnes âgées. Il crée des ateliers pour enseigner les arts et différents métiers. Œuvrant sur tous les fronts, il s'occupe particulièrement des pauvres, des malades et des démunis.
Il construit aussi un sanctuaire dédié à Notre-Dame de Guadalupe sur la colline de San Lorenzo dans le León, pour rappeler à tous le miracle de l'apparition de la Sainte Vierge à l'Indien Juan Diego, et la célébrer de façon festive avec les Indiens. Il fonde également un hôpital à proximité de ce sanctuaire. Cet hôpital servira de refuge à beaucoup de gens lors de la catastrophe de 1888.

### Fondation de la congrégation
Il fonde la congrégation religieuse des Filles minimes de Marie Immaculée (Hijas Mínimas de María Inmaculada) le 25 mars 1886 avec seulement quatre demoiselles : Soledad Reyes, qui s'appelle désormais Mercedes de Señor San José Reyes ; Refugio Barrón, qui devient Concepción de Señor San José Barrón ; Juana Reyes, qui devient Guadalupe de Señor San José Reyes ; et María Meabe, qui devient María de Señor San José Meabe.
L'évêque Tomás Barón y Morales donne son autorisation et sa bénédiction pour la fondation de ce nouvel institut religieux. Il les autorise aussi à disposer d'une petite chapelle pour les célébrations de la messe, avec un tabernacle contenant le Saint-Sacrement.
Don Paolo de Anda pense à tout le bien que la nouvelle congrégation pourrait faire, avec amour et miséricorde, auprès des marginaux, des maltraités, des pauvres et des travailleurs. Il veut un institut de religieuses au charisme « conforme au Christ miséricordieux, en faveur des pauvres et des travailleurs, comme Marie, dans un esprit de famille ».
Les religieuses de la congrégation œuvrent au Mexique et à Cuba, travaillant à l'éducation et au soin des malades. Elles créent en août 1958 la clinique de Guadalupe Tepeyac.

### Maladie, décès
Pablo de Anda Padilla tombe malade en 1901 et doit réduire ses activités. Le 28 juin 1904, après avoir célébré la messe, il ressent une vive douleur, due selon les symptômes à des calculs vésicaux. La médecine est impuissante à l'époque. Il passe la journée sans soulagement. Il reçoit l'extrême-onction pendant la nuit, des mains du P. José María Velázquez, accompagné de plusieurs autres prêtres, notamment des Jésuites.
S'exprimant avec difficulté, il dit aux Filles de Marie : « Soyez saintes, soyez saintes ».
Il entre en agonie au milieu de la nuit et meurt le lendemain matin, à 4 heures, le 29 juin 1904, âgé de 74 ans, après 47 ans de prêtrise,. Ses restes reposent dans la sanctuaire qu'il a fondé, Notre-Dame-de-Guadalupe à León dans le Guanajuato.

## Postérité

### Cause en béatification
La cause en béatification de Pablo de Anda Padilla est ouverte au niveau diocésain, puis transmise à Rome. Ses vertus sont reconnues héroïques, et il est proclamé vénérable par le pape Jean-Paul II le 28 juin 1999.

### Postérité des institutions de la congrégation
La congrégation qu'il a fondée gère plusieurs établissements scolaires et hôpitaux au Mexique.

#### Établissements scolaires
- Colegio La Paz, Silao, dans le Guanajuato.
- Instituto La Salle, Guanajuato, dans le Guanajuato.
- Colegio San Francisco, San Luis de la Paz, dans le Guanajuato.
- Instituto América, León, dans le Guanajuato.

#### Hôpitaux
- Hôpital Pablo de Anda[7].
- Hôpital de Guadalupe, Tepeyac[9].